# Rio Tela
Tela é um rio que atravessa o território de Honduras, na América Central.